# Agnetina immersa
Agnetina immersa és una espècie d'insecte pertanyent a la família dels pèrlids.